# ويليام دزوس
ويليام دزوس (5 يناير 1895 في تشيرنيكيفتسي بمملكة غاليسيا ولودوميريا، أوكرانيا حاليًا ، - 19 يونيو 1964 في مدينة نيويورك بالولايات المتحدة ) ولد باسم فولوديمير دزهوس (بالأوكرانية: Володимир Джус)‏، هو مهندس أمريكي من شرق غاليسيا [الإنجليزية]، ومخترع قفل دزوس [الإنجليزية]، المعروف أيضًا باسم قفل ربع لفة. وهو أيضًا أحد مؤسسي المعهد الأوكراني الأمريكي [الإنجليزية]، وهو مؤسسة ثقافية، اشترى من أجلها منزل هاري إف سنكلير (موطنه الحالي).